# Baptodoris mimetica
Baptodoris mimetica är en snäckart som beskrevs av Terrence M. Gosliner 1991. Baptodoris mimetica ingår i släktet Baptodoris och familjen Discodorididae. Inga underarter finns listade i Catalogue of Life.